# 1995年10月24日日食
1995年10月24日日食是一次日全食，發生於1995年10月24日（西半球的部分日偏食區域為10月23日）。新月當天（即朔日），地球上觀測到月球和太阳的角距離極小，此時月球如果恰好在月球交點附近，穿過太阳和地球之間，與地球、太阳接近一直線，則會出現日食。月球本影接觸地表而使該區域完全得不到陽光，就會形成日全食，同時在本影兩側數千公里的半影範圍內遮擋部分陽光，形成日偏食。此次日全食經過了伊朗、阿富汗、巴基斯坦、印度、孟加拉国、缅甸、泰国、柬埔寨、越南、马来西亚、菲律宾、印尼和南沙群岛中的爭議島嶼，日偏食則覆蓋了歐亞大陸的大部分區域及周邊部分地區。

## 日食概況

### 出現區域

此次日全食過程中月影在地表移動的動畫

伊朗庫姆省境內在日出時最先看到日全食，然後月球本影經過阿富汗、巴基斯坦、印度、孟加拉国，劃過孟加拉灣北部後又穿過缅甸、泰国、柬埔寨、越南，又經過南沙群岛中的部分島嶼，在单柱石西北約20公里的海面達到最大食分，隨後經過马来西亚、菲律宾、印尼的部分島嶼，在西太平洋向東移動，在日落時分結束於馬紹爾群島米利環礁西南約30公里處。全食帶均在國際日期變更線以西，在10月24日看到日全食。
月球本影經過的陸地依次包括：
- 伊朗：本影在庫姆省中部最先接觸地表，然後向東經過塞姆南省西南端、伊斯法罕省東北部、禮薩呼羅珊省極西南角、南呼羅珊省中部偏北；
- 阿富汗伊斯蘭國：穿過法拉省中部偏南、尼姆魯茲省北部、赫尔曼德省中部、坎大哈省中部；
- 巴基斯坦：從俾路支省北部入境後從旁遮普省南部出境；
- 印度：經過拉贾斯坦邦北部、中央邦極北端、北方邦南部、比哈尔邦極西南角，再由西北向東南貫穿贾坎德邦和西孟加拉邦後在與孟加拉国交界處的海岸出境；
- ：擦過庫爾納專區西南端沿海與印度交界處；
- 緬甸聯邦：經過若開邦中部偏南、馬圭省極西南角、伊洛瓦底省極北端、勃固省南部、孟邦北端、克倫邦中部偏南；
- 泰國：經過來興府中部、甘烹碧府中南部、北欖坡府大部、烏泰他尼府東北角、披集府極南端、猜納府極東北角、碧差汶府南端、華富里府除西南部外的部分、猜也奔府極西南角、北標府東北部、呵叻府中南部、武里南府南部、沙繳府東北部；
- 柬埔寨：經過班迭棉吉省東北半部、馬德望省極東北角、奥多棉吉省西部、暹粒省除東北部和西南側外的大部、柏威夏省西南部、磅同省除東北和西南外的大部、磅湛省東北部（其中部分地區在今特本克蒙省東北部）、桔井省南半部、蒙多基里省西南角；
- 越南：經過平福省大部、多樂省西南角（今得農省西南角）、同奈省東北部、林同省西南部、平順省除東北和西南外的大部（其中富貴島也在全食帶中）；
- 南沙群岛（爭議領土）：覆蓋了其中的尹慶群礁、单柱石、南海礁、榆亞暗沙西南部，現為越南、中国、马来西亚控制；
- 马来西亚：擦過沙巴東北部；
- 菲律賓：覆蓋了塔威塔威省除西南部和最北的幾個島嶼、蘇祿省西南部的部分島嶼；
- 印度尼西亞：覆蓋了北蘇拉威西省的桑義赫群島。[3][4]

除了上述狹窄的全食帶內能看到日全食之外，月球半影覆蓋範圍內都能看到日偏食，包括除極西端、西伯利亚東北部、中国東北端外的亚洲大部，以及东欧東部、非洲東北角、澳大利亚中北部和西太平洋的眾多島嶼。其中絕大部分位於國際日期變更線以西，在10月24日看到日食，剩下很小一部分在10月23日看到日食。

### 基本參數
- 類型：日全食
- 食甚中心處（位於南海单柱石西北約20公里的海面）資料：
  - 時間：1995年10月24日4:32:29.0
  - 地點：8°25.0′N 113°11.3′E / 8.4167°N 113.1883°E
  - 食分：1.0213（全食帶內最大）
  - 日全食持續時間：2分9.5秒

## 觀測
地球繞太阳、月球繞地球公转及月球交點的移動均有規律，只要數據足夠準確，就能夠精確計算出過去及將來的日食，也能為日食觀測提前做準備。日全食發生時，在月球本影區域內，月球完全遮蔽了太阳的光球部分，在短暫的時間內出現類似黑夜的景象。比光球暗得多、平時無法看見的色球、日冕和日珥都在此時出現，在日冕儀發明之前，這是研究太陽大氣的唯一機會，因此日全食觀測以此為重點。而在本影以外數千公里的半影區域內，月球只遮擋了部分陽光，發生日偏食，並未形成類似黑夜的景象，能看到的只是太阳形狀有所殘缺，色球、日冕和日珥等光球以外的部分仍然無法看到。

### 印度
印度境內全食帶中的拉贾斯坦邦、北方邦伊拉達特根傑（Iradatganj）、西孟加拉邦加尔各答附近的迪亞蒙德哈爾博烏爾等多地設立了觀測營地。印度國家科學院委託印度天體物理研究所協調國內外科學家的觀測活動，該研究所在拉贾斯坦邦內埃姆-卡-塔納（Neem ka Thana）和北方邦卡尔皮兩地配備了現代化儀器，而斯洛伐克、巴西、俄罗斯、日本、德国等國的科學家也前往上述觀測營地與該研究所共同觀測。
日食當天天氣晴朗，內埃姆-卡-塔納的全食共持續了51秒，卡尔皮則持續了59秒。科學家測定了日冕的溫度和波速結構、日冕環的溫度和密度，尋找日冕中溫度較低的部分，並完成了多項實驗，包括白光寬頻攝影、色球的閃光光譜、鐵離子譜線窄頻帶光度、太阳周圍宇宙塵埃環的深紅光超低角分辨率攝影、檢測短期強振蕩的日冕50-100毫秒瞬時分辨率光度測定等。多個研究機構對許多種動物做了研究，例如日食影響晝夜更替時的動物行為等。印度天體物理研究所還用印度空軍的一架安托諾夫An-32飛機飛至10,000英尺（3,000）高空，從駕駛艙的逃生窗口拍攝了日食，這是該研究所第一次從空中觀測。
國內外科學家和數千市民參觀了觀測營地，觀測營地還提前準備了宣傳資料，向市民普及日食知識。在日食進行的關鍵時刻，全印電視台和全印廣播電台都在現場報導。此外有趣的是，此次日食正值當地排燈節期間。

### 中國
此次日全食經過中国的部分僅限於南沙群島，其中只有華陽礁處於中国控制之下。中國天文學會科普委員會、北京天文學會、北京天文館和北京天文台（現已併入中國科學院國家天文台）首次聯合組織出國觀測。北京天文館共派出了4人前往泰国呵叻府四球縣，成功拍攝了日全食全過程、食甚時的日冕以及食既和生光時刻的贝利珠。
此外，中国科学院、电子工业部、中国地震局、國家教委（今教育部）和水利、氣象等單位在國內聯合做了日輻射、电离层、地磁场、射電和聲重波變化等觀測，重點設站在西沙群岛、三亞、海口、鄭州等地，與全國組網，而這些地區並未發生日全食，只有日偏食。

## 相關的日食

### 1993-1996年的日食
月球交替位於相對的月球交點時，以半個交點年（食年），即約177天又4小時間隔出現下列日食。
| 降交點   | 降交點                   |                          | 升交點                    | 升交點 |
| 沙羅週期 | 地圖                     | 沙羅週期                 | 地圖                      |        |
| 118      | 1993年5月21日 偏食（北） | 123                      | 1993年11月13日 偏食（南） |        |
| 128      | 1994年5月10日 環食       | 133                      | 1994年11月3日 全食        |        |
| 138      | 1995年4月29日 環食       | 143 印度敦德洛德的日全食 | 1995年10月24日 全食       |        |
| 148      | 1996年4月17日 偏食（南） | 153                      | 1996年10月12日 偏食（北） |        |

### 沙羅週期
沙羅週期長度為18年11天。本次日食屬於沙羅週期143，共包含72次日食，依次為1617年3月7日至1779年6月14日的10次日偏食、1797年6月24日至1995年10月24日的12次日全食、2013年11月3日至2067年12月6日的4次全環食（亦稱混合食）、2085年12月16日至2536年9月16日的26次日環食、2554年9月28日至2873年4月23日的20次日偏食，總共歷時1280.14年。其中最長的全食發生於1887年8月19日，共持續了3分50秒。
下表列舉了1901年至2100年間發生的屬於該周期的日食，是第17至28次：
| 17            | 18             | 19             |
| ------------- | -------------- | -------------- |
| 1905年8月30日 | 1923年9月10日  | 1941年9月21日  |
| 20            | 21             | 22             |
| 1959年10月2日 | 1977年10月12日 | 1995年10月24日 |
| 23            | 24             | 25             |
| 2013年11月3日 | 2031年11月14日 | 2049年11月25日 |
| 26            | 27             |                |
| 2067年12月6日 | 2085年12月16日 |                |

## 資料來源
1. 1 2  樊忠玉. . 中国天文科普网.   [2015-07-13]. （原始内容存档于2014-09-17）.
2. 1 2  Fred Espenak. . NASA Eclipse Web Site.   [2015-07-13]. （原始内容存档于2020-11-06）.（英文）
3. ↑  Fred Espenak. . NASA Eclipse Web Site.   [2015-07-13]. （原始内容存档于2020-10-20）.（英文）
4. ↑  Xavier M. Jubier. .   [2016-01-10]. （原始内容存档于2020-07-05）.（法文）（英文）
5. ↑  Fred Espenak. . NASA Eclipse Web Site.   [2015-07-13]. （原始内容存档于2008-08-29）.（英文）
6. ↑  R. C. Kapoor. . Indian Institute of Astrophysics.   [2015-07-14]. （原始内容存档于2012-11-28）.（英文）
7. ↑  .   [2015年7月14日]. （原始内容存档于2020年5月19日）.
8. ↑  . 河南省鄭州集郵公司.
9. ↑  Fred Espenak. . NASA Eclipse Web Site.（英文）

## 外部連結
- NASA日食專頁（页面存档备份，存于）（英文）
- 可見區域圖和時間統計：由弗雷德·埃斯佩纳克做出的日食預報，NASA/GSFC
  - Google互動地圖呈現的日食範圍
  - 貝塞爾元素
- Google地圖顯示的日全食和日偏食範圍（页面存档备份，存于）（法文）（英文）

圖片：
- 印度內埃姆-卡-塔納拍攝的照片（页面存档备份，存于）（英文）
- 1954-2008年歷次日全食的日冕（页面存档备份，存于），本次拍攝於印度內埃姆-卡-塔納（法文）（英文）
- 印度的日全食（页面存档备份，存于），位於肯沃（英语：Khanwa）（英文）

| \| \| 日食 \|                             |                               |                                           |
| 上一次日食： 1995年4月29日日食 （日環食） | 1995年10月24日日食 （日全食） | 下一次日食： 1996年4月17日日食 （日偏食） |
| 上一次日全食： 1994年11月3日日食          | 1995年10月24日日食 （日全食） | 下一次日全食： 1997年3月9日日食           |
|                                           | 日食                          |                                           |